# ヴィクトル・ラドイェヴィッチ
ヴィクトル・ラドイェヴィッチ（セルビア語: Виктор Радојевић, ラテン文字転写: Viktor Radojević、2004年7月14日 - ）は、セルビアのサッカー選手。ポジションはディフェンダー。

## 経歴

### レッドスター・ベオグラード
2022-23シーズンから2023-24シーズン途中まではレッドスター・ベオグラードのリザーブチームであるRFKグラフィチャルにレンタル移籍していたが、2024年の冬にトップチームの合宿に参加し、2024年1月17日のアクリタス・フロラカス戦で親善試合ながらトップチームデビューを果たした。